# Colindale (stacja metra)
Colindale - naziemna stacja metra londyńskiego położona w dzielnicy Barnet na trasie Northern Line otwarta w roku 1924. Projektantem pierwotnego budynku stacji był Stanley Heaps. Podczas II wojny światowej budowla uległa zniszczeniu w wyniku bombardowań. Po latach funkcjonowania stacji w formie prowizorycznej nowy budynek oddano do użytku w 1962.
Obecnie ze stacji korzysta ok. 3,8 mln pasażerów rocznie. Należy do czwartej strefy biletowej.

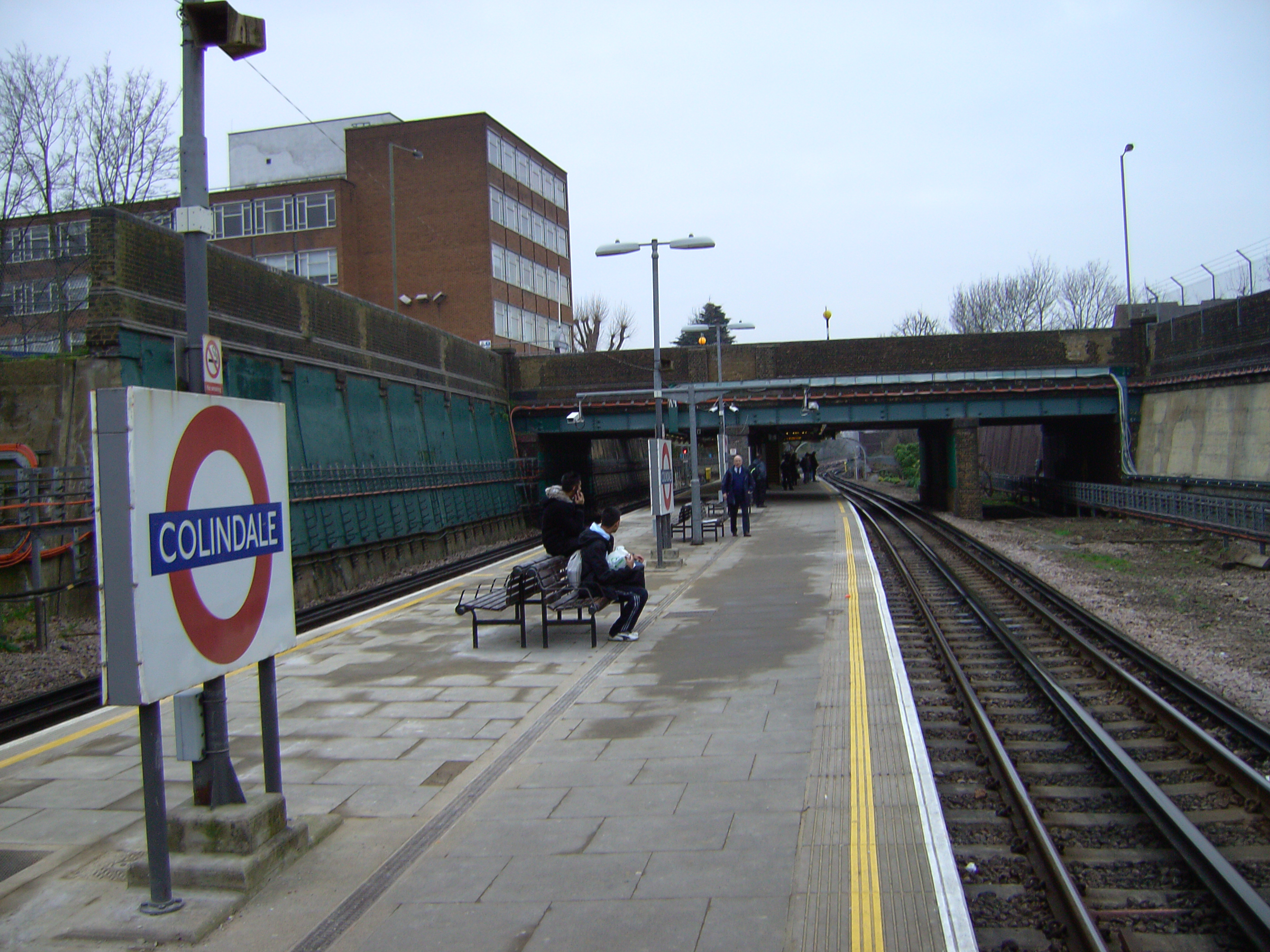
Perony stacji